# Jüdischer Friedhof Schönebeck (Elbe)

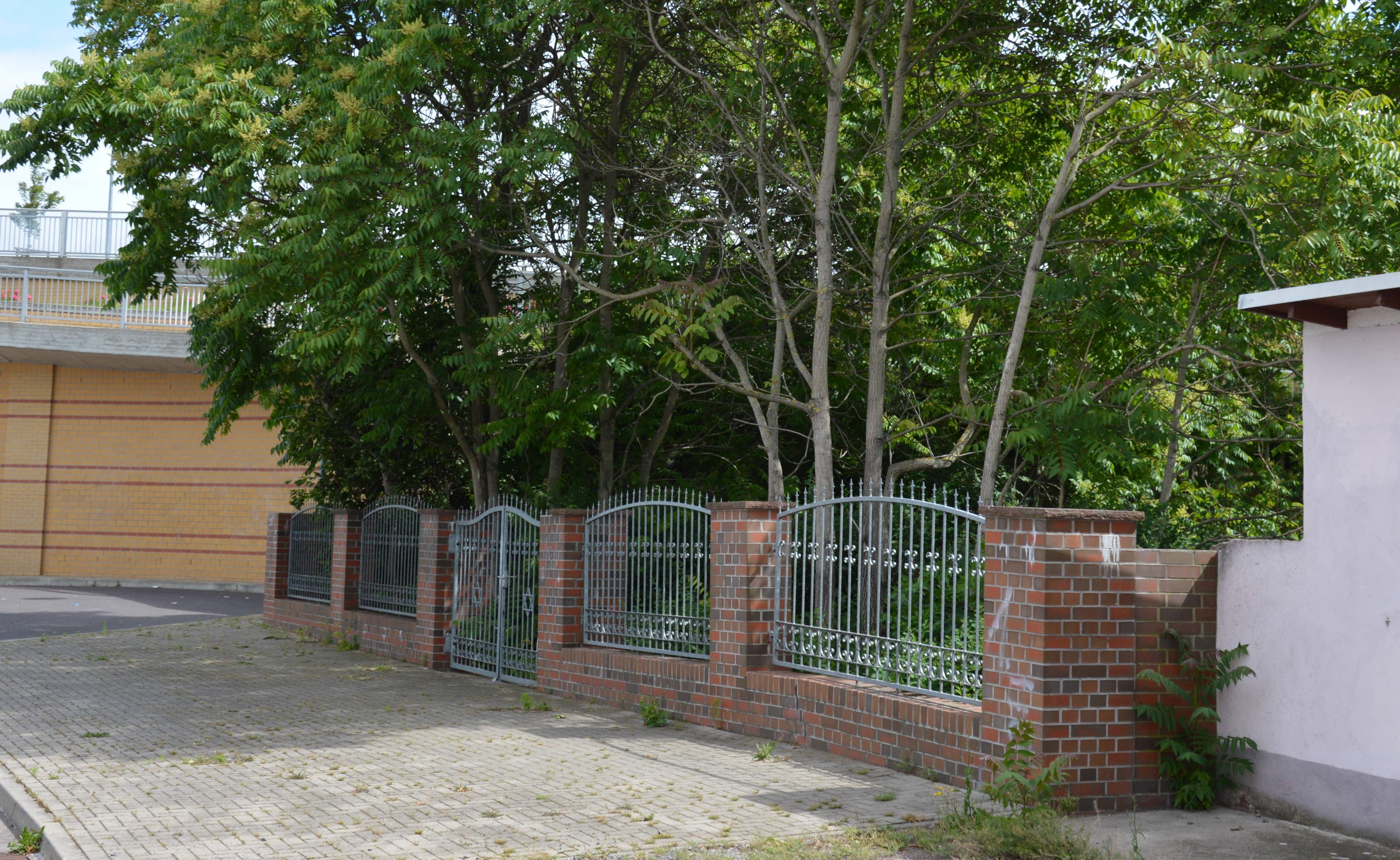
Jüdischer Friedhof Schönebeck (Elbe)

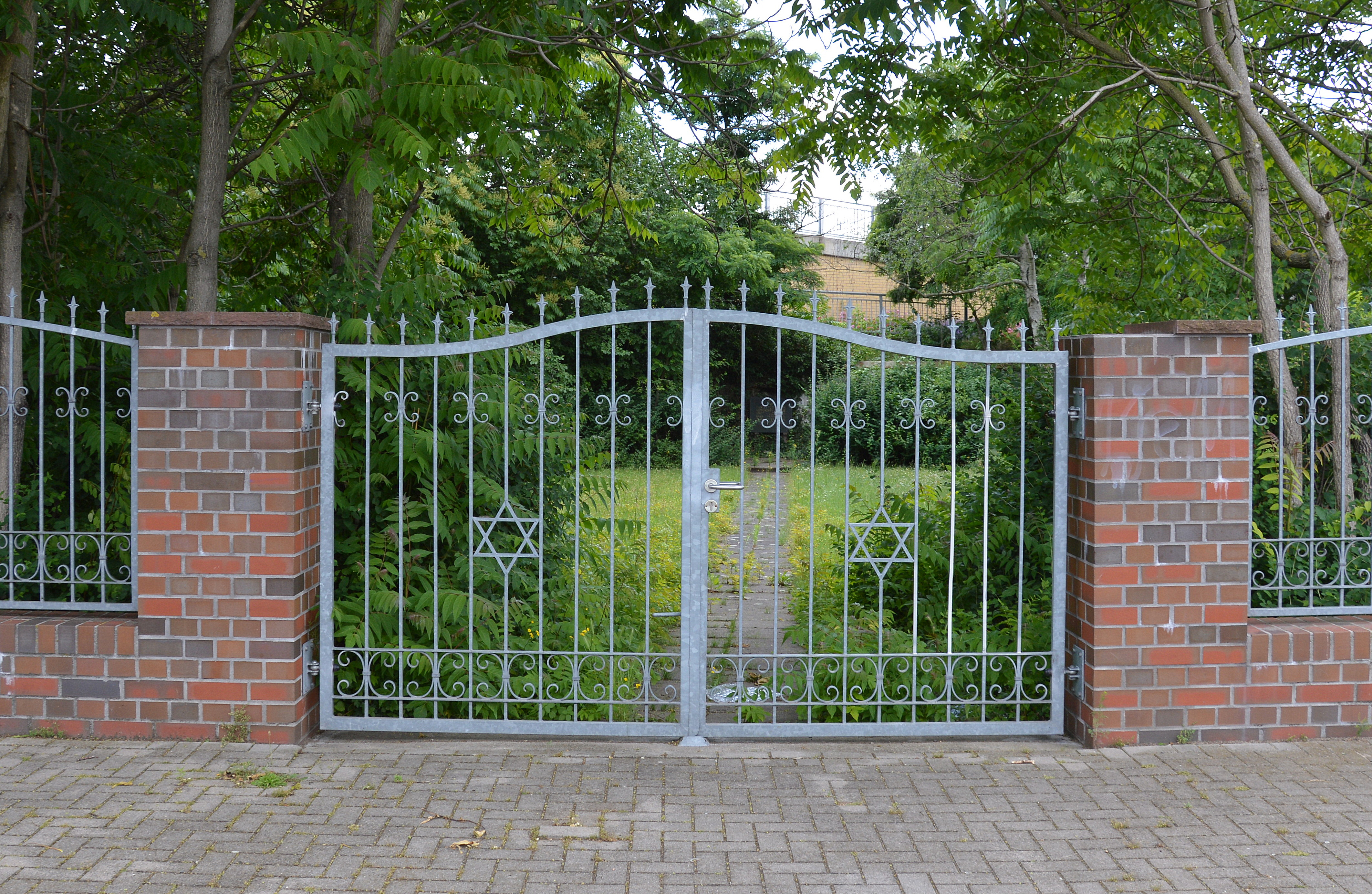
Eingangstor

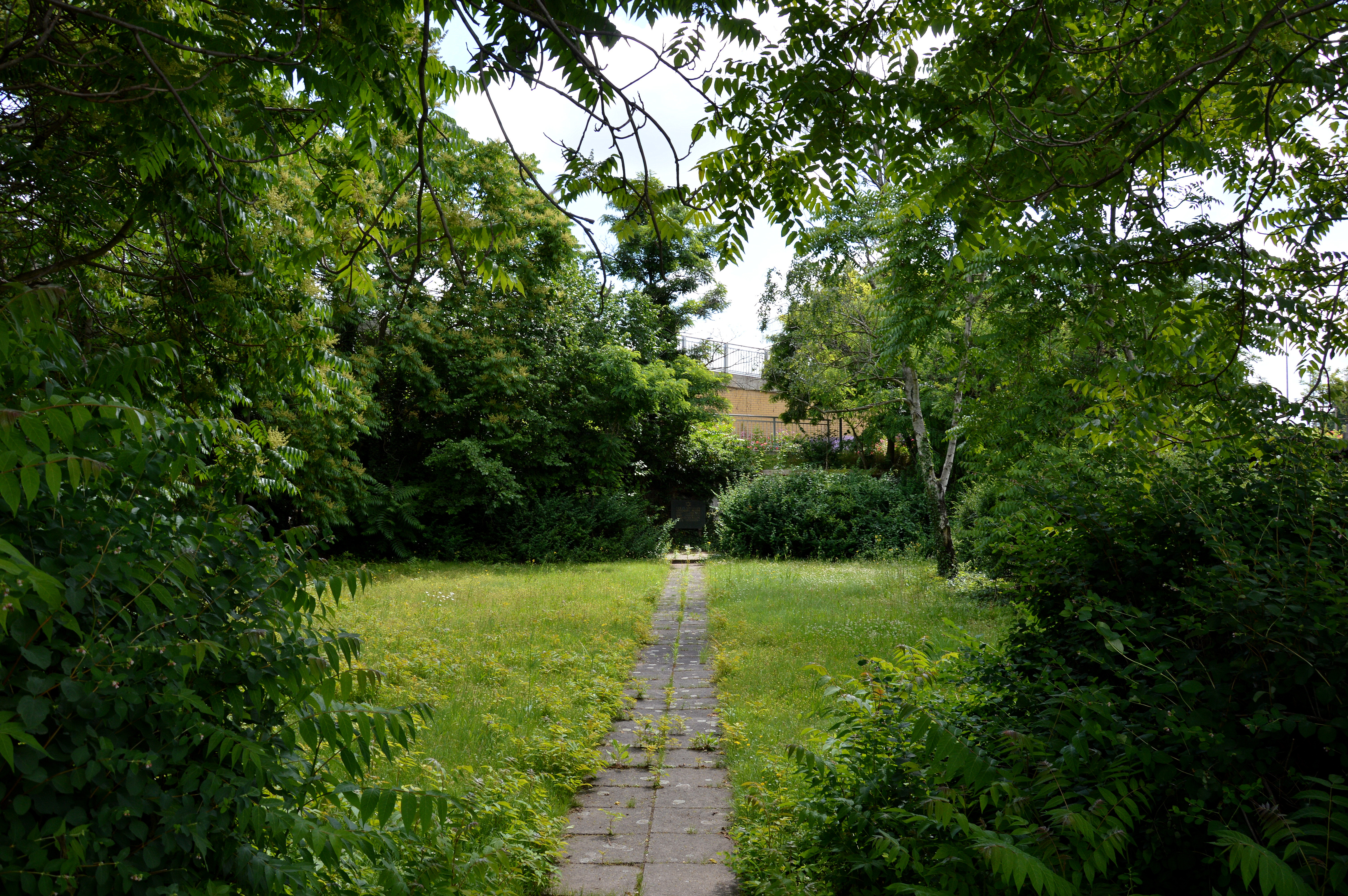
Weg über den Friedhof

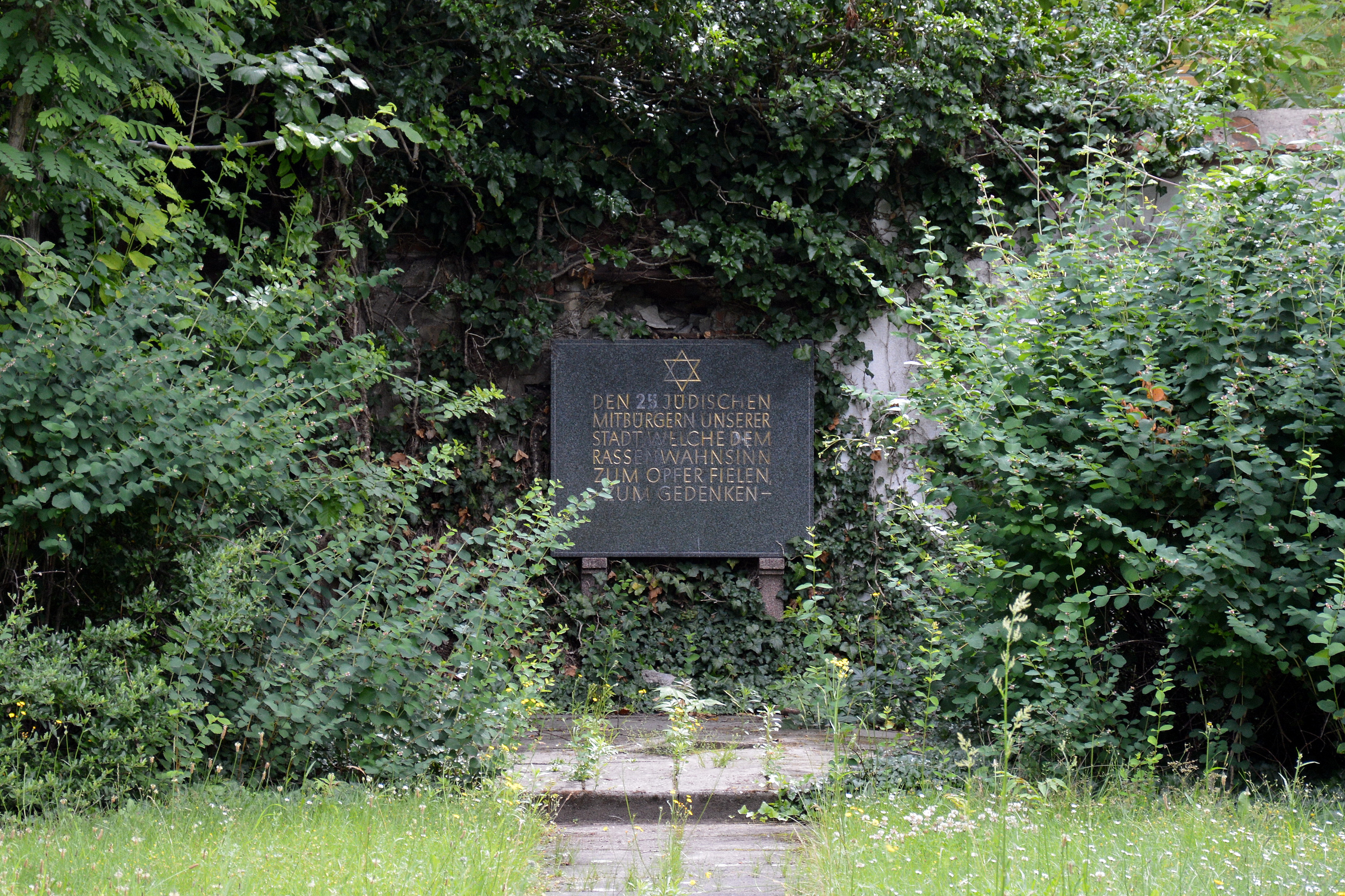
Gedenkstein

Der Jüdische Friedhof Schönebeck (Elbe) ist der Jüdische Friedhof der Stadt Schönebeck (Elbe) im Salzlandkreis in Sachsen-Anhalt.

## Lage
Der Friedhof befindet sich am nordöstlichen Ende der Dorotheenstraße. Unmittelbar nördlich des Friedhofs befindet sich die Auffahrt zur Welsleber Brücke über die Bahnstrecke Magdeburg–Leipzig.

## Gestaltung und Geschichte
Der Friedhof wurde im Jahr 1873 angelegt und umfasst eine Fläche von 590 m². Auf dem Friedhof sollen sich neun historische Grabsteine befinden. Das Friedhofsareal ist eingezäunt, am Tor befinden sich zwei Davidsterne. Der Friedhof diente als Begräbnisplatz für die jüdische Gemeinde Schönebecks.
An der Ostseite des Friedhofs wurde ein Gedenkstein aufgestellt. Er trägt unter einem Davidstern die Inschrift:
DEN 25 JÜDISCHEN

MITBÜRGERN UNSERER

STADT, WELCHE DEM

RASSENWAHNSINN

ZUM OPFER FIELEN,

ZUM GEDENKEN -
Im örtlichen Denkmalverzeichnis ist der Friedhof unter der Erfassungsnummer 094 60989 als Baudenkmal verzeichnet.